# Шимшон (Тель-Авів)
«Шимшон» (Тель-Авів) (івр. מועדון כדורגל משון תל אביב) — ізраїльський футбольний клуб із міста Тель-Авів, заснований в 1949 році.

## Історія
Клуб був створений в 1949 році і названий на честь Шимшона Рузі, колишнього гравця «Маккабі» (Тель-Авів), який загинув у 1948 році під час арабо-ізраїльської війни. 
У 1960 році клуб дебютував у найвищому дивізіоні Ізраїлю, де грав до 1990 року, пропустивши за цей час лише один сезон 1973/74. В цей період команда досягла найвищих результатів у своїй історії. У 1971 і 1983 роках клуб став віце-чемпіоном Ізраїлю. В обох випадках команда поступилась чемпіонством «Маккабі» (Нетанья). Також «Шимшон» двічі вигравав Кубок Тото, в 1987 і 1988 роках, а також тричі грав у фіналі національного Кубка, але в усіх трьох матчах клуб зазнавав поразки і не зміг виграти жодного трофея. Крім цього, клуб брав участь у міжнародному Кубку Інтертото у 1983 та 1988 роках, але обидва рази займав останнє місце у групі.
Після вильоту з вищого дивізіону у 1990 році клуб опинився у тіні більш популярних і успішних клубів з Тель-Авіва («Хапоель», «Маккабі» і «Бней-Єгуда»), тому 2000 року об'єднався з іншою невеличкою командою міста «Бейтар» (Тель-Авів), сформувавши новий колектив «Бейтар Шимшон».
У 2011 році «Бейтар» «Тель-Авів» злився з «Іроні Рамлою» і нова команда отримала назву «Бейтар Тель-Авів Рамла», а «Шимшон» вийшов із союзу і функціонував як молодіжна секція, без старшої команди. У 2014 році дорослий клуб був відроджений місцевими бізнесменами. 

## Досягнення
- Чемпіонат Ізраїлю:
  - Віце-чемпіон (2): 1970/71, 1982/83
  - 3-тє місце (2): 1979/80, 1984/85
- Кубок Ізраїлю:
  - Фіналіст (3): 1965/66, 1985/86, 1989/90
- Кубок Тото:
  - Володар (2): 1986/87, 1987/88

## Статистика виступів у вищому дивізіоні
| - 1960-61 - 8 - 1961-62 - 9 - 1962-63 - 4 - 1963-64 - 9 - 1964-65 - 9 - 1965-66 - 6 - 1966-68 - 14 - 1968-69 - 12 - 1969-70 - 4 - 1970-71 - 2 |  | - 1971-72 - 14 - 1972-73 - 15 - 1974-75 - 6 - 1975-76 - 6 - 1976-77 - 8 - 1977-78 - 7 - 1978-79 - 12 - 1979-80 - 3 - 1980-81 - 5 |  | - 1981-82 - 12 - 1982-83 - 2 - 1983-84 - 12 - 1984-85 - 3 - 1985-86 - 10 - 1986-87 - 5 - 1987-88 - 4 - 1988-89 - 6 - 1989-90 - 12 |